# Douglas Ranges
Die Douglas Ranges sind eine Teilkette der Pacific Ranges in den Coast Mountains in der kanadischen Provinz British Columbia, etwa 70 km östlich von Downtown Vancouver. Sie liegt nördlich des Fraser River zwischen den Tälern des Stave Lake und des Harrison Lake. Ihre Fläche beträgt 2.113 km² Ihr höchster Gipfel ist der Mount Robertson (2.252 m) im Nordwesten der Kette.

## Geographie
Die Douglas Ranges gehören zu den kleinsten und am wenigsten hohen der benannten Bergketten der Coast Mountains, sind jedoch auch der südlichste Teil der Coast Mountains und damit auch der Pacific Ranges. Das einzige noch weiter südlich gelegene Objekt, das nicht eine Schwemmsandebene ist, ist das unbenannte Hügelland, welches zum größten Teil zu den Districts of Mission gehört und Teil von Maple Ridge ist und sich vom Alouette River ostwärts quer über das Hochland zur Hatzic Prairie erstreckt. Außerdem gehört es zu den Gebieten der Pacific Ranges mit den meisten Niederschlägen und ist relativ zu seiner geringen Höhe eines der am stärksten zerklüfteten.
Die südliche Stützwand der Douglas Ranges liegt über 1.500 m oberhalb des Fraser River zwischen Dewdney und dem Harrison River, welcher an der Südostflanke der Kette entlangfließt.
Östlich der Douglas Ranges, jenseits des Harrison Lake, liegen die Lillooet Ranges, während sich im Westen und Nordwesten die Garibaldi Ranges erstrecken. Südöstlich jenseits des Fraser River liegt der kanadische Teil der Kaskadenkette.

## Geschichte
Aufgrund des wärmeren Klimas (bezogen auf den Rest der Coast Mountains, ja selbst in Bezug auf die Küstenebenen von British Columbia), gab es in allen Teilen der Douglas Ranges Bäume gewaltigen Ausmaßes, die relativ früh in der Geschichte von British Columbia abgeholzt wurden. Ein Netzwerk von Waldbahnen verlief durch das Einzugsgebiet des Chehalis River, welcher den Kern der Douglas Ranges nach Südosten hin entwässert und südlich von Chehalis in den Harrison River mündet. In anderen Gebieten östlich des Stave Lake und entlang der Ufer des Harrison Lake sind die Anstiege zu steil, sodass dort Straßen statt Bahnlinien erforderlich sind.
Holz aus den Douglas Ranges versorgte die Sägewerke rund um die Harrison Bay und entlang der Ufer des Fraser bis nach Ruskin und Whonnock; Lieferungen erfolgten insbesondere an Sägewerke in Mission City, das viele Jahre lang die Welthauptstadt der Spaltschindeln aus Lebensbäumen war. Die nahegelegene Eddy Match Co., zwischen Mission und Hatzic angesiedelt, war einer der beiden größten Streichholz-Produzenten der Welt; der einzige Konkurrent produzierte in Hull (Quebec).
Die Douglas Ranges werden von sintflutartigen und anhaltenden Regenfällen heimgesucht, und ihre Täler sind das ganze Jahr über tief und eng und klamm. In einer solchen Umgebung ist es nicht erstaunlich, dass die Gegend die weltweit höchsten Sichtungsraten für den Sasquatch erreicht. Das Wort selbst stammt von der Chehalis First Nation an ihrer südöstlichen Grenze.
Die Grate und Klippen über den dunklen, steilen Tälern (von denen die meisten abgeholzt sind) werden von Felskletterern bevorzugt und bieten ihnen angeblich die besten Bedingungen in der gesamten Provinz; die Gegend wird von ihnen „The Chehalis“ genannt.
Der Name Douglas Ranges stammt aus den Zeiten des Fraser-Canyon-Goldrausches von 1857–1860, in denen Harrison River und Harrison Lake als Teil der Route in das Inland genutzt und als Douglas Road bezeichnet wurden. Sie wurden nicht direkt nach dem Gouverneur der Kolonie Sir James Douglas benannt, sondern nach dem Hafen und der Straße, die seinen Namen tragen.